# フタル酸水素カリウム
フタル酸水素カリウム(Potassium hydrogen phthalate)は、酸性塩化合物であり、しばしば略してKHPと呼ばれる。白色粉末、無色結晶、無色溶液、イオン性固体を形成する、フタル酸の一カリウム塩である。弱い酸性で、空気に対して安定であり正確に重量を計ることができるため、しばしば中和滴定の一次標準物質として用いられる。吸湿性は持たない。前述の特徴に加え、溶液中のpHが非常に安定であるため、pHメーターの校正にも良く用いられる。熱重量分析における熱標準としても用いられる。
水中では完全に解離し、カリウムカチオンとフタル酸水素アニオンになる。
KHP + H2O  K+ + HP-
その後、弱酸のフタル酸水素は水と可逆的に反応して、ヒドロニウムイオンとフタル酸イオンとなる。
HP- + H2O  P2- + H3O+
pH4.0より酸性側にするか塩基性側にするかに応じて塩酸または水酸化ナトリウムを組み合わせて、緩衝液として用いられることもある。
さらに、全有機炭素の試験のための標準としても有益である。全有機炭素分析器の大部分は、有機化合物を酸化して二酸化炭素と水に変換し、二酸化炭素を定量することに基づいていた。多くの全有機炭素分析器は、酸化されやすいフタル酸水素カリウムと酸化されにくいベンゾキノンの2種類の標準を用いて試験することが提案されている。